# Coppa del Re (calcio a 5)
La Coppa del Re di calcio a 5 (in spagnolo "Copa del Rey de fútbol sala") è una coppa di calcio a 5 della Spagna. La competizione è stata istituita nel 2010 e fino al 2019 è stata organizzata dalla Liga Nacional de Fútbol Sala per conto della Federazione calcistica della Spagna. A partire dall'edizione 2020 la sua gestione è passata al neonato Comité Nacional de Fútbol Sala.

## Formula
Partecipano alla competizione tutte le società di Primera División e Segunda División (a eccezione delle seconde squadre) oltre ad alcune squadre della Segunda División B. Il torneo è articolato in una serie di fasi a eliminazione diretta in un unico incontro. Fino all'edizione 2017-18 le semifinali prevedevano gare di andata e ritorno mentre la finale consisteva in una partita unica disputata in campo neutro. Dalla stagione seguente, le semifinali e la finale si giocano in gara unica e in un'unica sede, con la formula della Final Four.

## Albo d'oro
| Stagione  | Sede                     | Vincitore     | Finalista     |
| --------- | ------------------------ | ------------- | ------------- |
| 2010-2011 | Toledo                   | Barcellona    | Inter         |
| 2011-2012 | Antequera                | Barcellona    | ElPozo Murcia |
| 2012-2013 | Irun                     | Barcellona    | ElPozo Murcia |
| 2013-2014 | Bilbao                   | Barcellona    | ElPozo Murcia |
| 2014-2015 | Águilas                  | Inter         | SC García     |
| 2015-2016 | Siviglia                 | ElPozo Murcia | Palma         |
| 2016-2017 | Guadalajara              | ElPozo Murcia | Xota          |
| 2017-2018 | Cáceres                  | Barcellona    | Jaén          |
| 2018-2019 | Ciudad Real              | Barcellona    | Jaén          |
| 2019-2020 | Malaga                   | Barcellona    | Jaén          |
| 2020-2021 | Santa Coloma de Gramenet | Inter         | ElPozo Murcia |
| 2021-2022 | Jaén                     | UMA Antequera | Valdepeñas    |
| 2022-2023 | Antequera                | Barcellona    | Cartagena     |
| 2021-2022 | Siviglia                 | Betis         | Cartagena     |

## Vittorie per club
| Titoli | Squadra       | Anni                                           |
| ------ | ------------- | ---------------------------------------------- |
| 8      | Barcellona    | 2011, 2012, 2013, 2014, 2018, 2019, 2020, 2023 |
| 2      | Inter         | 2015, 2021                                     |
| 2      | ElPozo Murcia | 2016, 2017                                     |
| 1      | UMA Antequera | 2022                                           |